# Jerzy Groszang
Jerzy René Groszang (ur. 29 stycznia 1929 w Hayange we Francji, zm. 17 grudnia 2004 w Dębowej Górze) – polski malarz i scenograf.

## Życiorys
Już w młodych latach życia miał bujną wyobraźnię, co przejawiało się w jego obrazach. Sposób, w jaki tworzył młodzieńcze dzieła, miały wpływ na jego dorosłą twórczość.
Jerzy Groszang po ukończeniu szkoły podstawowej i liceum zaczął studiować na krakowskiej ASP. Spędził tam kilka młodzieńczych lat i zdobył doświadczenie potrzebne do malowania i scenografii, czym chciał zająć się w przyszłości. Najbardziej lubił malować akwarelami. Stworzenie obrazu zajmowało mu niewiele ponad pół godziny: nie używał szkiców i nie poprawiał namalowanego obrazu. Znalezienie pomysłu na obraz zajmowało mu chwilę, gdyż były to sceny z życia codziennego.
Jego najsłynniejsze dzieła to m.in.:
- Na Bałutach za płotem
- Zima w górach
- Świat za drzwiami

Ostatnie lata życia Jerzy Groszang spędził w domu położonym na skarpie nad brzegiem rzeki Czarnej.

## Scenografia
Jerzy Groszang zajmował się również scenografią. Brał udział w produkcjach wielu polskich filmów dla dzieci i dla dorosłych.
W latach 1960–1989 uczestniczył w tworzeniu scenografii w trzydziestu czterech filmach. Oto niektóre z nich:
- 1960: Rzeczywistość
- 1964: Barwy walki
- 1969: Pan Wołodyjowski
- 1970: Doktor Ewa
- 1971: Trąd
- 1974: Historia pewnej miłości
- 1979: Rodzina Buddenbrooków
- 1982: Przygrywka (zagrał również rolę konserwatora odnawiającego kościół)
- 1984: Porcelana w składzie słonia
- 1986: Klementynka i Klemens – gęsi z Doliny Młynów
- 1989: Janka